# 川棚のクスの森

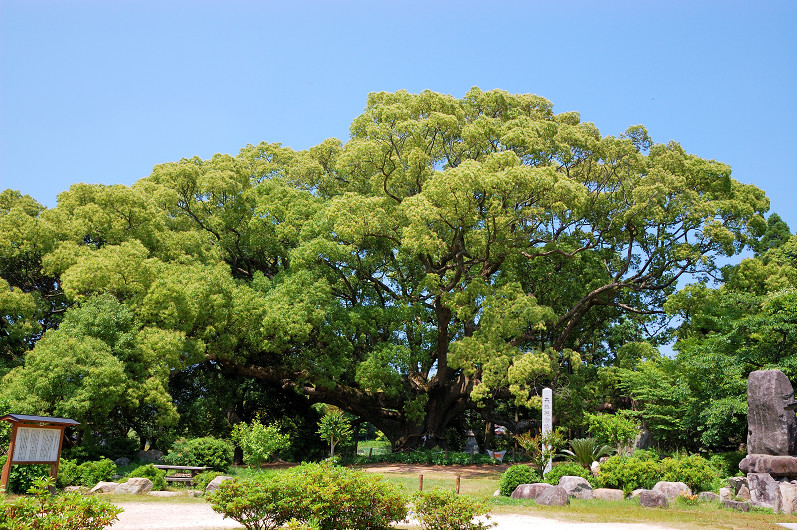
川棚のクスの森

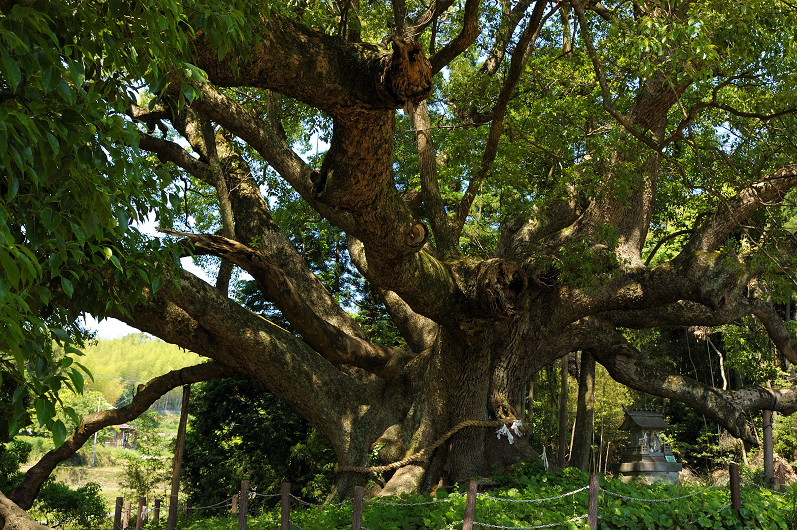
川棚のクスの森

川棚のクスの森（かわたなのクスのもり）は、山口県下関市豊浦町川棚地区に生育するクスノキの巨木である。この木には戦国時代の武将大内義隆の愛馬「ひばり毛」にまつわる伝承が残され、地元の人々に神木として扱われていた。推定の樹齢は1000年以上とされ、1922年（大正11年）に国の天然記念物に指定された。幹周の太さにおいては九州などに生育するクスノキの巨木に譲るものの、幹の途中から大枝を何本も分岐させた特異な外見と枝張りの大きさなどで「日本三大樟樹」の1つとして知られる。
2017年7月から急激に枯れ始めほぼ枝に葉がつかなくなり、樹木医により5段階ある健全度等級のうち下から2番目の「 衰退度Ⅳ（著しく不良）」と診断された。その後の調査と対策により、ほぼ根は腐っておりわずかに胴吹き芽だけが生えている状況となっている。公園化のための盛り土工事が根への酸素の供給を絶ち、樹勢に決定的な悪影響を与えた可能性が指摘されているが、下関市は枯れた原因は不明としている。環境の急激な変化による根茎への致命的影響を避けるため盛り土の除去も不可であるという。なお神代桜においては過去の盛り土が樹勢を大きく悪化させたと結論付けられている。

## 由来

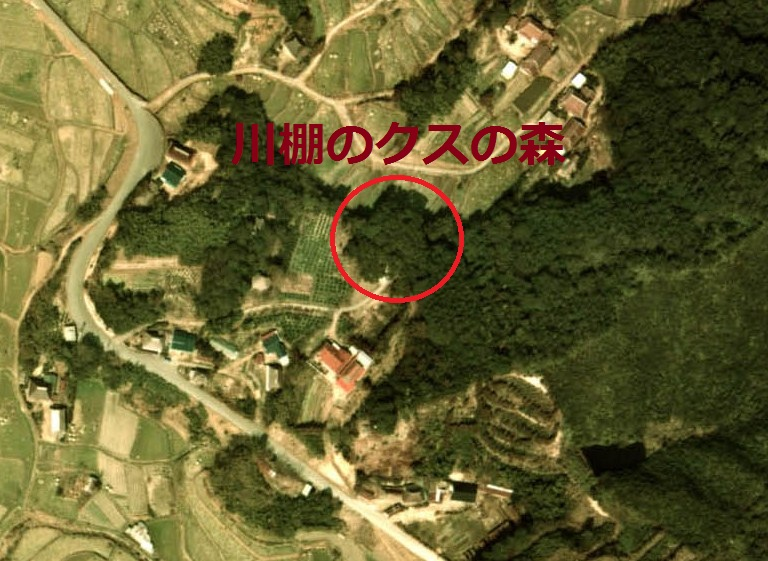
川棚のクスの森付近の空中写真。
赤い円で囲った樹叢が「川棚のクスの森」である。周囲の民家と比較すると、その巨大さが良くわかる。
。（1974年撮影）

下関市街から約25キロメートル北方にある川棚温泉は山口県を代表する温泉の1つであり、「下関の奥座敷」とも呼ばれて長州藩の歴代藩主（毛利氏）や俳人種田山頭火が好んで訪れたことで知られている。川棚温泉から北東に約5キロ離れた立石山（標高205メートル）の北山麓に広がる台地を遠望すると、1本のクスノキが森と見まがうほどに大きく生育している。この木が川棚のクスの森で、大きく広がる枝ぶりと旺盛な樹勢によって1本の木ではなく森のように見えるため、この名がついたという。
目通り幹周は11.2メートル、樹高27メートル、枝張りは東西に58メートル、南北53メートルを測る。主幹からは地上5メートルのあたりから18本の大枝が四方へと伸び、最長の枝は約27メートルにも及ぶ。大枝のうち2本は、1度地面に接して潜ったのちに再び地上に現れて葉を茂らせている。葉の先端を結んだ下地面の外周（樹冠投影）は、約180メートルに達する。幹周の太さこそ九州などに生育するクスノキの巨木に譲るものの、多くの大枝が幹の途中で分岐した特異な外見と旺盛な樹勢などから、この木はしばしば伝説上の大蛇「八岐大蛇」に形容されている。
この木のある台地からは、川棚川の古戦場を見渡すことができる。1551年（天文20年）、大内義隆は家臣の陶隆房（後の陶晴賢）に背かれて山口を追われた。この地で大内と陶の両軍は戦い、大内軍は敗走した。義隆の愛馬「ひばり毛」は戦いのさなかに死に、陶の軍勢によってこの木のそばに埋葬されたと伝わる。「ひばり毛」はこの地の産で義隆に献上された馬で、死後その霊が夜毎現れて人々を悩ませた。そのため「ひばり毛」を「霊馬神」として祀る石の祠が残され、「霊馬の森」とも呼ばれるようになった。地元の人々はこの木を神木として敬い、毎年3月28日に「ひばり毛」の慰霊祭を行っている。
推定の樹齢は1000年以上とされるこの木は、1922年（大正11年）10月12日に「一株ノ樟 Cinnamomum Camphora Nees et Eberm. ニシテ、太キ枝四方ニ擴ガリ宛然森林ノ觀ヲ呈ス　故ニ樟ノ森の名アリ、樹ノ西側ノ土際ヨリ高サ五尺ノ幹圍三丈枝張リ東北方八十二尺、東方七十尺、南方五十尺、西南方七十尺、西方七十尺、北方七十尺枝張全周囲約百間ニ達ス。」という理由で国の天然記念物に指定された。かつてこの付近は地元の共同牧草地であり、草刈りなどが行われていた。しかし、農業が機械化されて牛馬を使わなくなったため、一時期この木の周りは無残に荒れ果てていた。1970年代後半から1980年代にかけて地元の人々が「クスの森を守る会」を結成して活動し、一帯を覆っていた草や竹やぶを切り払って整地した。整地後はツツジなどの花木を植えて公園化し、木には有機肥料を与えて樹勢を取り戻させた。豊浦町（当時）も案内板やトイレ、駐車場の整備などで活動に協力し、地区の子供会や老人会も毎月の清掃奉仕を行った。山口放送はこれらの活動実績を評価して、川棚のクスの森を「緑化運動モデル地区」に選定した。その後2013年（平成25年）3月、下関市によって「川棚のクスの森保護整備工事」が完了した。
川棚のクスの森は1990年（平成2年）に開催された「国際花と緑の博覧会」に合わせて企画された「新日本名木100選」では、山口県から「恩徳寺の結びイブキ」（豊浦郡豊北町、2005年2月13日に下関市となる）とともに選定されている。1983年（昭和58年）からは毎年8月初旬に「クスの森音楽祭」が地元の若者たちによって開かれていた。なお、1983年（昭和58年）に種田山頭火の句碑「大樟の枝から枝へ青あらし」が木のそばに設置された。

## 交通アクセス
所在地
- 山口県下関市豊浦町川棚下小野6895

交通
- JR西日本山陰本線川棚温泉駅より車で約10分[14]。
- 中国自動車道「小月IC」から車で20分、または中国自動車道「下関IC」から車で30分[14]。